# Kim Libreri
Kim Libreri (* vor 1992) ist ein Spezialeffektkünstler, der 2007 für Poseidon für den Oscar in der Kategorie Beste visuelle Effekte nominiert wurde. 

## Leben
Er studierte an der Manchester University und machte seinen Abschluss im Fach Informatik. Er begann seine Karriere im Filmbereich als Softwareentwickler für die in London ansässige Computer Film Company. Anschließend arbeitete er für drei Jahre bei Cinesite Europe, einem von Kodak gegründeten Unternehmen. Dort war er an Filmen wie Space Jam, Event Horizon – Am Rande des Universums und Mission: Impossible beteiligt.
Es folgte eine Anstellung bei Manex Visual Effects, bevor er 2002 das Unternehmen ESC Entertainment gründete. Seit 2004 ist er für Industrial Light & Magic tätig. 2007 wurde er gemeinsam mit Boyd Shermis, Chas Jarrett und John Frazier für Poseidon für den Oscar in der Kategorie Beste visuelle Effekte nominiert.

## Filmografie
- 1992: 1492 – Die Eroberung des Paradieses (1492: Conquest of Paradise)
- 1992: Die Muppets Weihnachtsgeschichte (The Muppet Christmas Carol)
- 1993: Little Buddha
- 1994: Hudsucker – Der große Sprung (The Hudsucker Proxy)
- 1994: Honey, I Shrunk the Audience (Kurzfilm)
- 1995: Der Engländer, der auf einen Hügel stieg und von einem Berg herunterkam (The Englishman Who Went Up a Hill But Came Down a Mountain)
- 1995: Der 1. Ritter (First Knight)
- 1995: James Bond 007 – GoldenEye (GoldenEye)
- 1996: Mission: Impossible
- 1996: Muppets – Die Schatzinsel (Muppet Treasure Island)
- 1996: Space Jam
- 1996: Der Rasenmäher-Mann 2 – Beyond Cyberspace (Lawnmower Man 2: Beyond Cyberspace)
- 1997: Event Horizon – Am Rande des Universums (Event Horizon)
- 1998: Hinter dem Horizont (What Dreams May Come)
- 1999: Matrix (The Matrix)
- 2000: Mission: Impossible II
- 2000: Michael Jordan to the Max
- 2003: Matrix Reloaded (The Matrix Reloaded)
- 2003: Matrix Revolutions (The Matrix Revolutions)
- 2004: Catwoman
- 2005: Herbie Fully Loaded – Ein toller Käfer startet durch (Herbie: Fully Loaded)
- 2005: Krieg der Welten (War of the Worlds)
- 2006: Poseidon
- 2008: Speed Racer
- 2011: Super 8